# Asterix e la pozione magica
Asterix e la pozione magica (Astérix chez les Bretons) è un film del 1986 diretto da Pino van Lamsweerde. È il quinto film d'animazione tratto dalla serie a fumetti Asterix di René Goscinny e Albert Uderzo, ed è basato sull'albo Asterix e i Britanni (1966).

## Trama
Giulio Cesare si muove verso la Britannia per conquistarla: dopo aver risolto alcuni problemi con la popolazione locale (si rifiutano infatti di combattere dopo le cinque e nel week-end), l'isola è sottoposta al dominio romano, e solamente un piccolo villaggio resiste all'invasore. Il capovillaggio locale Zebigbos decide quindi di inviare il suo compaesano Beltorax in Armorica, dal suo cugino gallico Asterix, di cui si conoscono le prodezze contro i Romani. Una volta a conoscenza della situazione, Asterix ed Obelix (il quale è ormai in preda ad una forte nostalgia, dovuta alla mancanza di Romani con cui combattere, tutti impegnati nella campagna britannica) decidono di partire per l'isola, portando con sé una botte di pozione magica, preparatagli dal druido locale Panoramix.
Durante il viaggio salvano dai pirati la nave di Grandimais, un commerciante fenicio, che dona loro un piccolo sacchetto di erbe orientali. Giunti a Londinium, sono coinvolti in una serie di disavventure: Obelix si ubriaca e viene rinchiuso nella Torre, mentre la pozione viene rubata da un ladruncolo locale. Grazie all'aiuto del fedele cagnolino Idefix, riescono a ritrovare la botte. I Romani tuttavia sono sulle loro tracce: dopo una serie di tentativi vani, riescono finalmente a distruggere la botte nel fiume della città. I due gallici decidono di proseguire, preparando sul momento una "pozione magica" improvvisata: Asterix mescola le erbe donategli dal commerciante fenicio con dell'acqua calda, bevanda già molto apprezzata. Gli uomini del villaggio locale si sentono rinvigoriti, e riescono a sopraffare le truppe romane: una volta scoperta la verità, decidono di adottarla come bevanda nazionale. In seguito, tornati al villaggio, Panoramix si lascerà sfuggire che quelle erbe non erano altro che tè.

## Distribuzione

### Data di uscita
Le date di uscita internazionali sono state:
- 20 novembre 1986 in Norvegia (Asterix hos britene)
- 3 dicembre in Francia
- 23 gennaio 1987 in Brasile (Asterix entre os Bretões)
- 26 marzo in Germania Ovest (Asterix bei den Briten)
- 10 luglio negli Stati Uniti (Asterix in Britain)
- 6 agosto in Spagna (Astérix en Bretaña)
- 20 novembre nel Regno Unito (Asterix in Britain)
- 26 dicembre in Australia
- 14 luglio 1988 in Ungheria (Astérix Britanniában)
- 14 ottobre in Danimarca (Asterix og briterne)
- 18 novembre in Germania Est (Asterix bei den Briten)
- 19 novembre in Giappone
- 11 febbraio 1989 in Svezia (Asterix och britterna)
- 23 agosto in Italia

### Edizione italiana
L'edizione italiana del film, a cura di Marco Casanova, non tiene conto della traduzione dell'albo, cambiando nomi a Idefix (che diventa Ideafix), Automatix (che diventa Tuttautomatix), Assurancetourix (che diventa Tenorix) e Zebigbos (che diventa Bigbos). Inoltre la Britannia viene erroneamente chiamata Bretagna, e di conseguenza anche i Britanni vengono definiti bretoni. Come per il film precedente, il doppiaggio presenta un esteso utilizzo di dialetti: quasi tutti i romani parlano in romanesco, ad eccezione di Cesare, di un legionario che parla con accento pugliese e di uno che parla con accento toscano mentre i bretoni parlano con un pesante accento britannico e usano alcune regole tipiche della lingua inglese (come mettere l'aggettivo prima del sostantivo).

### Edizioni home video
In Italia il film fu distribuito in VHS nel maggio 1990 dalla Panarecord e nel 1995 dalla Fox Video. Il 3 ottobre 2001 fu ripubblicato in VHS e DVD-Video dalla Eagle Pictures. Il DVD, che presenta il film in formato 4:3 pan and scan, non include l'audio originale francese, e i titoli di testa e di coda sono quelli dell'edizione in inglese. Il 20 ottobre 2005 uscì una nuova edizione DVD distribuita da DNC Entertainment, stavolta in 16:9 e contenente la traccia audio originale.